# NGC 4880
NGC 4880 è una galassia lenticolare a circa 81,2 milioni di anni luce in direzione della costellazione della Vergine. Fa parte dell'Ammasso della Vergine, sebbene non appartenga alla sua regione centrale.
Ha una magnitudine apparente nel visibile pari a 11,13 e dimensioni di 3,1 × 2,5 arcominuti.
NGC 4880 fu scoperta da William Herschel il 12 aprile 1784.